# Репина, Надежда Васильевна
Наде́жда Васи́льевна Ре́пина (25 сентября (7 октября) 1809 год — 20 ноября (2 декабря) 1867 год) — русская актриса, певица (сопрано).

## Биография
Надежда Репина родилась 25 сентября (7 октября) 1809 год в семье Василия Репина, бывшего крепостного актёра в труппе помещика Столыпина, выкупленного из крепостной зависимости дирекцией императорских театров. В 1825 году окончила Московское театральное училище.
На московской сцене Репина снискала успех вполне сравнимый с успехом в Санкт-Петербурге Варвары Асенковой. Несравненно исполняла она роли Лизы в водевиле «Лев Гурыч Синичкин» Д. Т. Ленского и Сюзанны в «Женитьбе Фигаро» Бомарше. По словам А. И. Шуберт, Репина «управляла Московским театром и притесняла тех кто с талантом. П. С. Мочалов не любил с ней играть, ему было с ней неловко, потому что она была тоже горячка и играла по вдохновению». Вышла замуж за композитора А. Н. Верстовского.
Умерла 20 ноября (2 декабря) 1867 года. Похоронена на Ваганьковском кладбище (2 участок) в Москве.